# جوديث شتاينبرغ دين
جوديث شتاينبرغ دين (بالإنجليزية: Judith Steinberg Dean)‏ هي طبيبة أمريكية، ولدت في 9 مايو 1953 في روسلين في الولايات المتحدة.